# پل برفی

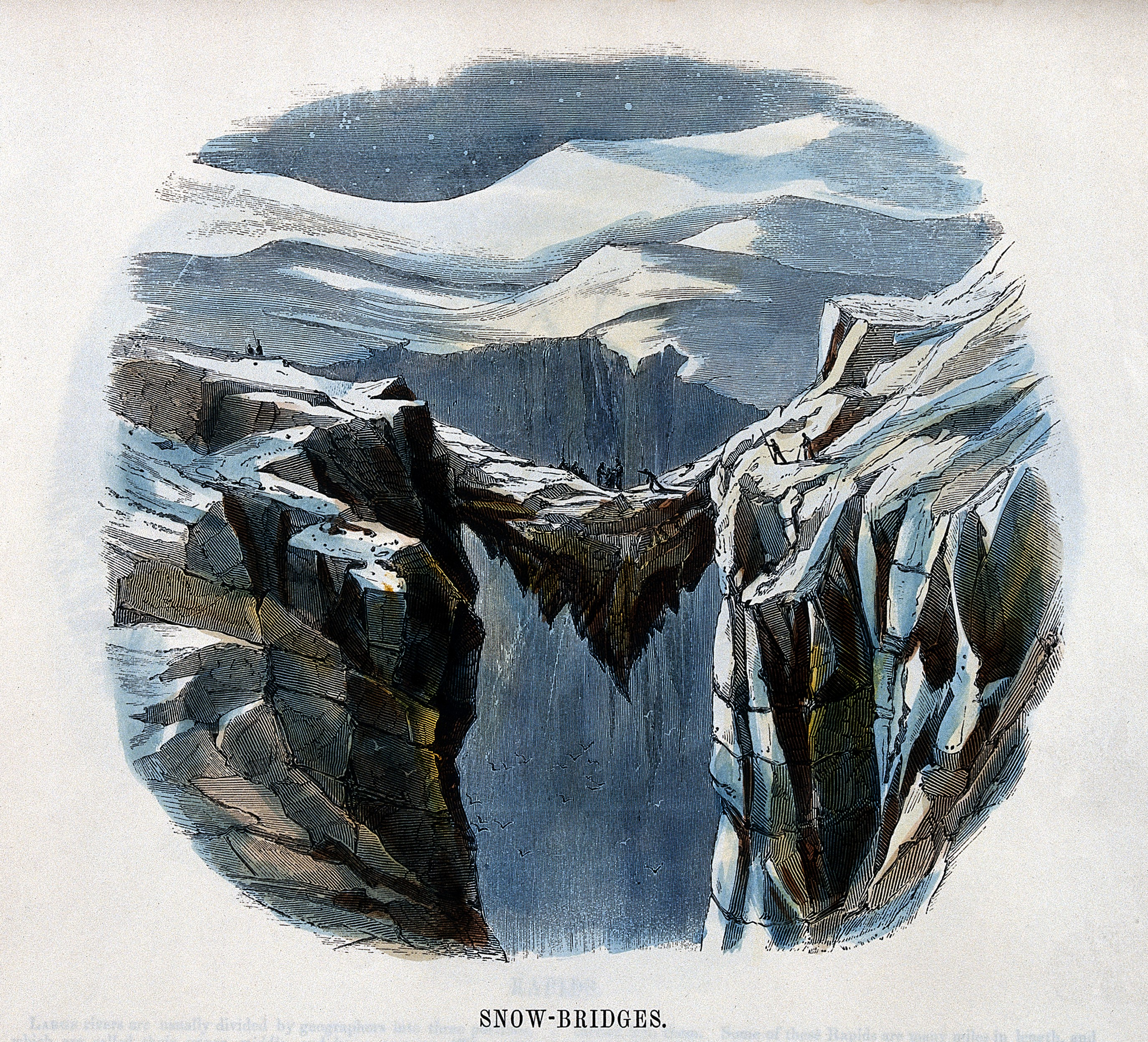
طرح نگاره‌ای از یک نوع پل برفی

پل برفی (به انگلیسی: Snow Bridge) پلی از برف و یخ است که معمولاً در یخچال‌های طبیعی پدیدار می‌شود. برخی از پل‌های برفی ممکن است برای کوهنوردان بسیار خطرناک باشند.